# Castelo Branco (Goiânia)
Castelo Branco é um bairro da cidade brasileira de Goiânia, localizado na região central do município.
O bairro é conurbado com a Vila Aurora sendo que os limites entre os dois bairros não são claros e, por vezes, os logradouros se confundem. Castelo Branco também é em referência à Avenida Castelo Branco, uma das principais vias da região, que corta bairros como Campinas e Coimbra.
Segundo dados do Instituto Brasileiro de Geografia e Estatística (IBGE), divulgados pela prefeitura, no Censo 2010 a população do Castelo Branco era de 862 pessoas.